# El Pont d'Armentera
El Pont d'Armentera là một đô thị trong comarca của Alt Camp, Tarragona, Catalonia, Tây Ban Nha.

## Biến động dân số
| 1900 | 1930 | 1960 | 1990 | 2006 |
| ---- | ---- | ---- | ---- | ---- |
| 896  | 836  | 712  | 628  | 580  |

- Biến động dân số từ năm 1717 đến năm 2006

1717-1981: población de hecho; 1990-: población de derecho